# いなくていい人
『いなくていい人』（いなくていいひと）は、 たまのメジャーデビュー後9枚目のアルバム。1998年7月24日発売。レーベルは地球レコード。

## 解説
オリジナル・アルバムとしては、『そのろく』に続き2枚目の自主制作盤。
キャッチフレーズは、「あかるくてかなしい、静かでにぎやかな、ここにしかない音。」

## 収録曲
1. いなくていいひと
（作詞・作曲：知久寿焼）
タイトル曲だが、アルバムタイトルと異なり、表記は全部ひらがなとなっている。
演奏には数人のサポートメンバーが参加しており、エレキギターを演奏しているのは宍戸幸司。また、電子オルガンを演奏しているのはロケット・マツである。
『しょぼたま2』には再録音された音源が収録された。
2. へっぽこぴー
（作詞・作曲：石川浩司／補作曲：知久寿焼）
歌詞カードには「注：一部聞きとり辛い箇所がありますが、本人はこう歌っているつもりです。」と注釈が書かれている。
3. ぎが
（作詞・作曲：知久寿焼）
クリスマスの夜に死んだ犬の事を歌っている。劇団ナイロン100℃の公演『薔薇と大砲〜フリドニア日記#2〜』の劇中で、たまメンバー自身による生演奏で使用された。
4. 青空
（作詞・作曲：滝本晃司）
ポップ調の穏やかな楽曲であるが、ライブでこの曲を演奏する際には、知久と石川による珍妙かつシュールなコーラスが入る演出があり、聴衆の笑いを誘う。なお、このコーラスの入ったバージョンはCD化されていない。
5. 箱の中の人
（作詞・作曲：滝本晃司）
意味不明な歌詞、全体的にエコーのかかったようなサウンドの曲。なお、この曲でベースを弾いているのは滝本ではなく斉藤である（ライブでは滝本が演奏する）。
6. 326
（作詞：知久寿焼／作曲：ロケット・マツ）
たまとしては数少ない、メンバー以外の作曲。演奏スタイルは、知久が音の出るおもちゃ、石川がオルガン、滝本がトイピアノとなっている。『しょぼたま2』には再録音された音源が収録された。
7. 健さん
（作詞・作曲：石川浩司）
とび職の中年男性が妊娠するというナンセンスな歌詞で、曲調はテクノに近いものとなっている。
8. ハッピーマン
（作詞・作曲：石川浩司）
「健さん」終了とともに、即座にこの曲に移る。サポートメンバーの原さとしが、バンジョーで参加している。
9. 南風
（作詞・作曲：知久寿焼）
ライブでこの曲を演奏する際、中盤のブレイクゾーンでは石川が自ら持参した物（日によって変化）で、メンバーに絡む。
10. サーカスの日
（作詞・作曲：滝本晃司）
この曲でも、ロケット・マツがサポートメンバーとして参加しており、ピアノを演奏している。また「ぎが」と同じく、劇団ナイロン100℃の公演『薔薇と大砲〜フリドニア日記#2〜』の劇中で、生演奏された。